# 全缘叶醉鱼草
全缘叶醉鱼草（学名：Buddleja heliophila）为玄参科醉鱼草属的植物。分布于中国大陆的云南等地，生长于海拔2,000米至3,000米的地区，多生长在向阳山坡灌木丛中和林缘，目前尚未由人工引种栽培。

## 别名
缘叶醉鱼草（云南植物志） 羊耳枝（云南大理）